# Haegiela
Haegiela es un género monotípico de plantas con flores perteneciente a la familia de las asteráceas. Su única especie: Haegiela tatei, es originaria de Australia.

## Descripción
Es una hierba anual, ascendente a erecta que alcanza un tamaño de 0,02 a 0,08 (-0.2) m de altura. Las flores de color blanco-amarillo, florece en agosto-noviembre en suelos de arcilla, arena arcillosa, yeso, en hábitats salinos en Australia Occidental.

## Taxonomía
Haegiela tatei fue descrita por  (F.Muell.) P.S.Short & Paul G.Wilson  y publicado en Muelleria 7(2): 263. 1990.
Sinonimia
- Epaltes tatei F.Muell.	 basónimo
- Erigerodes tatei (F.Muell.) Kuntze[4]